# 電撃ゲーム文庫
電撃ゲーム文庫（でんげきゲームぶんこ、Dengeki Game Bunko）は、アスキー・メディアワークス（旧メディアワークス）発行の文庫レーベルである。同社のライトノベル系文庫レーベル・電撃文庫のサブレーベルに当たる。
当初は1994年創刊のテーブルトークRPG関連を主とした文庫レーベルであったが、1997年9月を最後に発売は途絶えてしまう。その後、1999年12月よりコンピュータゲームの小説化を中心に発行されている。この両者は、レーベルの性格や背表紙の色が違っており、同名の別々のレーベルと捉えるのが一般的である。

## 旧・電撃ゲーム文庫（1994 - 1997）
白抜きの稲妻を円で囲んだロゴと、背表紙が黄色に統一されているのが特徴。TSR（タクティカル・スタディーズ・ルールズ、1997年にウィザーズ・オブ・ザ・コーストに吸収合併）の「ダンジョンズ&ドラゴンズ」やグループSNEの「央華封神RPG」「クリスタニアRPG」のガイドブックやリプレイが中心であった。

## 電撃ゲーム文庫（1999 - ）
テレビゲーム・コンピュータゲーム等を原作とする小説や、ゲームの制作者のインタビューなどが出版されている。電撃文庫から派生し、奥付など基本的なスタイルは電撃文庫と同じだが、青・赤・緑の三色の稲妻を重ねたロゴと、本の背表紙が青いのが特徴。また、一部の女性向けのゲームを扱ったタイトルでは背表紙がピンク色主体とされているものもある。
なお、2007年9月新刊の小説化作品『ななついろ★ドロップス pure!!』が親レーベルの電撃文庫より刊行されており、電撃ゲーム文庫レーベルは縮小傾向にある。『ガンパレード・マーチ 逆襲の刻 極東終戦』（2010年8月）→『探偵オペラ ミルキィホームズ 〜overture〜』（2010年12月）→『ガンパレード・マーチ2K』（2011年3月）と、数か月に1冊という刊行ペースが続いている。